# Editora 34
A Editora 34 é uma editora brasileira localizada na cidade de São Paulo.

## Histórico
A Editora 34 foi fundada em 1992, com o lançamento de "O que é a filosofia?", de Gilles Deleuze e Félix Guattari. Editando obras desde Dante, Miguel de Cervantes e Goethe, e outros grandes escritores do século XX, como Kafka e Brecht, apresenta também uma linha voltada para autores brasileiros.
O nome da Editora 34 e o quadrado impresso na primeira página de seus livros têm origem numa revista de literatura editada no Rio de Janeiro, a Revista 34 Letras, cuja equipe, aliada a um grupo de São Paulo, constituiu o núcleo original da editora.
A editora localiza-se atualmente na Rua Hungria, 592, Jardim Europa, em São Paulo, e possui hoje cerca de 450 títulos em seu catálogo, nas áreas de Ficção, Filosofia, Arte, Teoria Literária, Ciências Sociais, História, Psicologia e Psicanálise, Economia, Música, Poesia e Literatura Infanto-Juvenil, combinando textos clássicos, de referência e temas contemporâneos.

## Revista 34 Letras
A Revista 34 Letras teve sete números publicados, de setembro de 1988 a março de 1990, e seu nome foi inspirado no “quadrado mágico” que aparece no canto superior direito da famosa gravura "Melancolia" de Albrecht Dürer, citada no romance Doutor Fausto, de Thomas Mann. O quadrado mágico em questão é subdividido em 16 quadrados menores, com os números de 1 a 16 em cada um deles; sua soma em qualquer sentido — horizontal, vertical, diagonal — é sempre igual a 34. Os números inscritos nos dois quadrados centrais da linha inferior formam a data de composição da gravura: 1514.

## Quadrado Mágico
Embora sua origem seja incerta, sabe-se que o quadrado mágico surgiu em tempos remotos e aparece em diferentes culturas, como a chinesa, a indiana e a árabe. No caso da Editora 34, ele foi pensado como um símbolo de que existem vários caminhos possíveis para se chegar a um objetivo comum.

## Obras publicadas
Coleção Leste
Apresenta a literatura da Rússia, com obras de Dostoiévski, Gogol, Tolstoi, Púchkin, Tchekhov, Leskov, Makarenko, Mandelstam, Maiakóvski, por tradutores como Boris Schnaiderman, Paulo Bezerra, Nivaldo dos Santos e Arlete Cavaliete, e de países do Leste europeu, como Karel Čapek, Dezsö Kosztolányi, István Örkény.
Coleção Trans
Obras do campo da Filosofia e Psicanálise, com títulos de Gilles Deleuze e Félix Guattari, Jacques Rancière, Bruno Latour, Pierre Lévy e Paul Virilio.
Coleção Todos os Cantos
Com mais de 25 títulos publicados, traz biografias de importantes personagens de nossa música, entre os quais Dorival Caymmi, Luiz Gonzaga, Mário Reis e Jackson do Pandeiro; ensaios sobre os mais variados gêneros — choro, samba, jazz, blues, rock etc. — e obras de história da MPB de renomados pesquisadores como Carlos Calado, Zuza Homem de Mello e Jairo Severiano.
Coleção Espírito Crítico (em coedição com Duas Cidades)
Apresenta uma “biblioteca de referência”, com ênfase nos Estudos Literários, apresentando obras de Antonio Candido, Alfredo Bosi, Roberto Schwarz, Gilda de Mello e Souza, Davi Arrigucci Jr., Georg Lukács, Erich Auerbach, Theodor Adorno e Walter Benjamin, entre outros.
Coleção Nova Prosa
Inclui alguns importantes ficcionistas brasileiros surgidos dos anos 1990 em diante, como Nuno Ramos, Marcelo Mirisola, Beatriz Bracher, Chico Mattoso, Fabrício Corsaletti, Antônio Martins e Antônio Prata.
Literatura infantil e juvenil
Inclui autores como Tatiana Belinky, Bráulio Tavares, Frances Hodgson Burnett, Gianni Rodari, Roald Dahl, Jacques Prévert, Alberto Moravia.
Literatura estrangeira
Inclui atores como Bertolt Brecht, Franz Kafka, Herman Melville, Karen Blixen, Rodolfo Walsh, August Strindberg e valter hugo mãe, além de clássicos como A divina comédia, de Dante Alighieri, D. Quixote, de Cervantes, Fausto, de Goethe.
Poesia brasileira
Apresenta autores como Tatiana Belinky, Haroldo de Campos, Braulio Tavares, Alberto Martins, Duda Machado, Régis Bonvicino, Nelson Ascher. Ruy Proença, Fabio Weintraub e Fabiano Calixto.
Artes e outras
Estudos sobre o Modernismo de Aracy Amaral e Marta Rossetti Batista, os livros de José Ramos Tinhorão sobre música e cultura popular e os de Evaldo Cabral de Mello sobre a história do Nordeste açucareiro, além dos ensaios de Luiz Carlos Bresser-Pereira sobre economia e desenvolvimento no Brasil.

## Enquete
Em 23 de julho de 2010, o jornal Valor Econômico promoveu uma enquete com um grupo de críticos e professores para identificar qual é a melhor editora do Brasil, apresentando como resultado a Companhia das Letras em primeiro lugar (81%), a Cosac Naify em segundo (76%). Em 3º lugar ficaram a Editora 34, a Martins Fontes e a Record; em 4º a Editora UFMG; em 5º Ateliê Editorial, Editora Hedra, Editora Iluminuras, Editora da Unicamp; em 6º lugar Contraponto Editora, Difel, Edusp, Editora Escrituras, Editora Perspectiva, UnB, Editora Vozes, WMF Martins Fontes, Zahar Editores.
A pesquisa promovida pelo jornal não teve a intenção de medir a eficiência empresarial, mas sim de indicar as editoras que mais se destacam culturalmente. A votação se encaminhou para a ênfase nas áreas artístico-literária e das ciências humanas e na capacidade de interferir na vida cultural e de formar leitores com critérios para medir a qualidade de uma editora. Aos 21 especialistas consultados, foi pedido que fossem escolhidas as três melhores casas editoriais. Foram excluídas as áreas mais especializadas, como livros técnicos, autoajuda, didáticos e paradidáticos.